# فلمینگ-نئون (کنتاکی)
فلمینگ-نئون (به انگلیسی: Fleming-Neon) شهری در ایالت کنتاکی کشور ایالات متحده آمریکا است که جمعیت آن در سرشماری سال ۲۰۱۰ میلادی، ۷۷۰ نفر بوده‌است.